# 托特納姆 (英國國會選區)

選區在大倫敦的位置

托特納姆（英語：Tottenham），英國國會一自治市選區，包括大倫敦的哈林蓋區東部。首設於1885年，1918年被撤，1950年恢復。
本區一直支持工黨。現任當區議員為2000年首次當選的大衛·拉米。他在2010年大選中的以59.3%選票勝出該區連任。